# 圖伊省
圖伊省（法語：Tuy）是布基納法索上盆地大區東部的一個省，面積5,639平方公里。2006年人口224,159人。首府洪代。
本區下轄六縣。